# فونتناي أوروز
فونتناي أوروز ([fɔ̃tnɛ o ʁoz]) هي بلدية في الضواحي الجنوبية الغربية في باريس، فرنسا. تقع 8.6 كيلومتر (5.3 ميل) من وسط باريس.
افتتحت مدرسة للبنات في عام 1880تعرف باسم نورمال سوبريور في المدينة. كانت واحدة من أعرق المدارس في باريس وحتى في فرنسا بأكملها من ناحية البحث العلمي. أصبحت مدرسة مختلطة في عام 1986، وقد نقلت إلى ليون في عام 2000.
فونتيناي هو موقع اللجنة المركزية للطاقة النووية، والموقع السابق لأول مفاعل نووي فرنسي، زوي، وأول تجربة اندماج توكاماك الفرنسية، معدل الخصوبة الاجمالي.

## اسم
ينشأ اسم البلدية من تيار تغذية الربيع المحلي (فونس اللاتينية، فونتين الفرنسي) في منحدر التل من هضبة شاتيلون، مع «الورود» إضافة إلى التميز الذي حظيت به هذه البلدية من الكثير من البلديات الفرنسية سميت فونتيناي.

## مناخ
مناخ ورود فونتيناي أوكس هو يميل إلى التدرج محيطي. محطات المراقبة المستخدمة للطقس في فونتيناي موجودة في أورلي ومطار فيليزي فيلاكوبلاي، البلديات التي لا تبعد كثيرًا عن فونتيناي يتميز المناخ بشروق الشمس وانخفاض هطول الأمطار إلى حد ما. متوسط هطول الأمطار حوالي 650 مم في السنة، موزعة على 111 يومًا ممطرًا في المتوسط، بما في ذلك 16 يومًا من الأمطار الغزيرة (10 مم). درجات الحرارة معتدلة أما الشهر الأكثر برودة هو يناير بمتوسط درجة حرارة 4.7 درجة  والشهور الأكثر سخونة هي يوليو وأغسطس بمتوسط درجة حرارة 20 درجة سيلسيوس

## المواصلات
يتم تقديم ورود فونتيناي أوكس من قبل محطة ورود فونتيناي أوكس على خط باريس ب RER وخط الترام 6 من مترو شاتيلون مونتروج إلى فيروفلاي بالإضافة إلى عدة خطوط للحافلات 194,294,394,390,162,195. . . قم بعبور المدينة إلى باريس ومدن الضواحي الأخرى.

## التعليم
المدارس الابتدائية في البلدية:
- ست مدارس حضانة عامة (الأمهات): لا رو، ليس أورمو، ليس بيرفنش، ليس رينارد، جان ماسيه، سكارون
- ست مدارس ابتدائية عامة: لا رو أ ولا رو ب ولي بارك وليس أورمو. وليس بيرفنش، ليس رينارد
- مدرسة تمهيدية ومدرسة ابتدائية خاصة واحدة: روضة الأطفال والابتدائية سانت فنسنت دي بول

توجد مدرسة ثانوية عامة، كلية ليس أورمو.
مدرسة القديس فرنسيس الأسيزي المهنية الخاصة، مدرسة ثانوية مهنية خاصة، موجودة في البلدية.

## الأماكن المجاورة
- بانوكس
- شاتيلون
- كلامارت
- لو بليسيس روبنسون
- سكو

## المدن التوأم
- Borehamwood، United Kingdom since 1974
- Wiesloch، Germany since 1982

## شخصيات
- بول سكارون (1610-1660) - كاتب، عاش في Fontenay-aux-Roses.
- تيريزا كاباروس (1773-1835) - المعروفة باسم «مدام تالين» التي أصبح مقر إقامتها مدرسة نورمال سوبريور دي فونتيناي أو روزيس.
- أريستيد بوسيكوت (1810-1877) - مؤسس بون مارشيه والمتبرع للمدينة، عاش لفترة طويلة في فونتيناي حيث كان يمتلك مسكنًا كبيرًا (يُعرف باسم "قلعة بوكيكوت وتم تدميره في عام 1954) وكان أيضًا عضوًا في البلدية المجلس وانتخب حتى عمدة في عام 1871. ومع ذلك، فقد رفض المنصب، وفضل أن يظل عضو مجلس محلي.
- Joris-Karl Huysmans (1848–1907) - عاش في Fontenay في يوليو 1881، وعاش حيث عمل في كتاب À Rebours ، مع البطل des Esseintes الذي يعيش في Fontenay-aux-Roses.
- فرديناند لوت (1866-1952) - مؤرخ من العصور الوسطى، عاش في Fontenay-aux-Roses لفترة طويلة؛ دفن في قبر العائلة.
- بيير بونارد (1867-1947) - ولد في فونتيني عند زاوية ديستيان دورفيس نيتس وأندريه، بالقرب من كلية دي أورمو، رسام.
- Paul Léautaud (1872–1956) - كاتب، عاش في Fontenay (24، شارع Guérard).
- جاك ديبراتس (1880-1935) - ولد في فونتيني، جيولوجي.
- فاليري لاربود (1881–1957) - كاتب، عاش في Fontenay-aux-Roses.
- ميخائيل لاريونوف (1881-1964) - توفي رسام الطليعة الروسية في Fontenay-aux-Roses.
- الكسندرا إكستر (1882-1949) - توفيت الفنانة الروسية الرائدة في Fontenay-aux-Roses.
- رينيه بارتليمي (1889–1954) - عالم فيزياء فرنسي، عاش في فونتيني، وهو قائم على مقبرة جماعية.
- رينيه ليتورنور (1898-1990) - رسام ونحات، عاش في Fontenay-aux-Roses.
- بوريس فيلدي (1908-1942) - عاش مقاتل المقاومة الذي أعدمه الألمان في Fontenay-aux-Roses.
- إيف كلاين (1928-1962) - رسام، عاش في Fontenay-aux-Roses.
- ديودوني مبالا مبالا (مواليد 1966) - ممثل كوميدي، ولد في فونتيناي.
- Laurent Aïello (مواليد 1969) - ولد في Fontenay ، سائق سباقات.
- Kamsoo Queen (مواليد 1982) - عارضة أزياء، كوميدي، تعيش في Fontenay-aux-Roses.
- Andrei Sinyavsky (1925-1997) - كاتب روسي، منشق، أحد الناجين من معسكرات العمل.
- إيلونا ميتريسي (مواليد 1993) - مغنية فرنسية، ولدت في Fontenay-aux-Roses.

## روابط خارجية
- قاعة مدينة Fontenay-aux-Roses